# Berserker (Album)
Berserker ist das elfte Studioalbum der schwedischen Melodic-Death-Metal-Band Amon Amarth. Es wurde am 3. Mai 2019 durch Metal Blade Records veröffentlicht und erreichte Platz eins der deutschen und Schweizer Albumcharts.

## Entstehung

### Songwriting
Im September 2016 ersetzte Jocke Wallgren den bisherigen Schlagzeuger Frederik Andersson. Die Arbeiten an ihrem neuen Album begann die Band im August 2017. Nach dem Konzeptalbum Jomsviking kehrte die Band zu ihrer früheren Arbeitsweise zurück und schrieb zunächst die Musik, bevor Sänger Johan Hegg die Texte schrieb. Dabei hätte seine Frau ihm bei mindestens zwei Titeln weitergeholfen und Ideen vorgeschlagen. Von einem Freund erhielt Hegg die Idee, ein Lied über die Schlacht von Stamford Bridge zu schreiben, die Hegg vorher noch nicht kannte. Musikalisch wollte die Band mit ihrem neuen Album mehr experimentieren. Sänger Johan Hegg arbeitete mehr mit klarem Gesang.
Für ihr neues Album wollte die Band mit einem neuen Produzenten zusammenarbeiten. Dafür lancierte die Band eine Nachricht, dass die Band einen Produzenten sucht, so dass die Kandidaten auf die Band zukamen. Die Aufnahmen fanden in vier verschiedenen Studios statt. Für die Vorproduktion arbeitete die Band zweimal mit Peter Tägtgren zusammen und ließ dann den eigentlichen Produzenten Jay Ruston nach Stockholm einfliegen. Alle zwölf Lieder wurden vor dem eigentlichen Studiotermin schon als Demos aufgenommen.

### Aufnahmen
Die finalen Aufnahmen fanden in den Secret Sphere Studios in Los Angeles statt und dauerten fünf Wochen. Laut Jay Ruston wollte die Band ein „klassisches Metal-Album“ machen, da sowohl er als auch die Musiker Bands wie Iron Maiden lieben. Ruston lieh für die Aufnahmen einige alte Verstärker und nahm das Album mit einem Mischpult aus dem Jahre 1971 auf. Bei den Aufnahmen legte die Band mehr Wert auf Gitarrenharmonien, wodurch auch der Bass mehr in den Vordergrund rückte. Gitarrist Johan Söderberg spielte sämtliche Klavierparts selbst ein. Die Schmiedegeräusche in dem Lied Mjölnir, Hammer of Thor entstanden im Studio. Die Musiker suchten metallische Gegenstände und schlugen auf diese ein.
Für die Aufnahmen von Berserker wurde eine für die Band neue Arbeitsweise verwendet. Statt wie üblich erst das Schlagzeug, dann die Saiteninstrumente und zum Schluss den Gesang aufzunehmen, wurde jedes Lied einzeln aufgenommen. Laut Johan Hegg konnte so ohne großen Aufwand noch nachträgliche Korrekturen gemacht werden. Diese für Jay Ruston typische Arbeitsweise war es auch, warum die Band mit ihm zusammenarbeiten wollte.

### Veröffentlichung
Das deutsche Magazin Metal Hammer legte seinen Abonnenten mit der Mai-Ausgabe 2019 eine 7"-Single mit den Liedern Raven’s Flight und Crack the Sky bei. Von dieser Auflage waren 666 Exemplare auf weißem Vinyl gepresst. Für die Lieder Raven’s Flight und Crack the Sky wurden an zwei Tagen in Los Angeles Musikvideos gedreht. Für beide Videos suchte die Band zehn bzw. 50 Metal-Fans, wobei die Statisten am zweiten Drehtag vorher einwilligen mussten, bei den Dreharbeiten mit Kunstblut vollgespritzt zu werden.
Das Albumcover weist Ähnlichkeiten mit denen der ebenfalls Berserker betitelten Alben der Bands Asenblut aus dem Jahre 2016 bzw. Beast in Black aus dem Jahre 2017 auf. Moritz Grütz vom deutschen Magazin Metal1.info beschrieb das Motiv als kitschig und wenig individuell.

## Hintergrund
Die Lieder von Berserker behandeln laut Sänger Johann Hegg mythologische Themen, während andere auf historische Fakten basieren. Darüber hinaus gäbe es Lieder, die metaphorisch als Wikingergeschichten daherkommen, aber in Wirklichkeit tiefsinnigere Themen behandeln.
Fafner’s Gold erzählt die Geschichte des Zwergs Reginn und des Drachen Fafnir aus der nordischen Mythologie. Laut Johann Hegg behandelt das Lied die menschliche Habgier, und was sie mit dem Menschen anstellt. Das Lied Crack the Sky bezieht sich auf Thor, hat aber auch Anspielungen auf den Baseballspieler Trevor Bauer von den Cleveland Indians. Bauer ist Fan der Band und im Stadion der Indians wird das Lied The Pursuit of Vikings gespielt, wenn Bauer zum Wurfhügel geht. Skoll and Hati befasst sich mit den Wölfen Skalli und Hati, die versuchen, die Sonne und den Mond zu verspeisen. Wenn sie es tun, wird alles sterben, was laut Hegg ein „spannendes Konzept“ wäre.
Ein historisches Thema ist die Grundlage von The Berserker at Stamford Bridge, die die Schlacht von Stamford Bridge aus dem Jahre 1066 behandelt. Englische Truppen überraschten die Armee der Wikinger, die sich über die Stamford Bridge zurückzogen. Ein Wikinger, der Berserker, blieb auf der Brücke und tötete noch mehrere englische Soldaten, bevor er selbst fiel. Hegg schrieb den Text aus drei Perspektiven: die der Engländer, die der Wikinger und die des Berserkers. Das Lied hat keinen Refrain. Das Lied Raven’s Flight wurde von der Fernsehserie Vikings inspiriert, während Shield Wall einerseits auf der Kampftaktik des Schildwalls der Wikinger basiert, andererseits aber auch davon handelt, dass Menschen in der Not zusammenhalten sollen.
In Valkyria geht es um die Walküren, die in der nordischen Mythologie gefallene Wikinger nach Walhall zu bringen. Laut Johann Hegg geht es in dem Lieder aber auch um die Herausforderungen des Tourlebens bzw. um Heimweh. Ironside erzählt die Geschichte von Bjǫrn járnsíða – der Legende nach ein Sohn des Wikingerkönigs Ragnar Lodbrok – und seinem Versuch, mit dem Druck und der Erwartungshaltung aufgrund des Vermächtnisses des Vaters umzugehen. Das Lied Into the Dark handelt vordergründig von Loki, spricht aber das Thema Depression an. Wings of Eagles beschäftigt sich mit der Geschichte von Leif Eriksson und seiner Entdeckung Amerikas. Laut Hegg ist es zwar eine Geschichte des Scheiterns, aber es würde auch um Tapferkeit und Erfolg gehen. Die Idee zu diesem Text hatte Johann Hegg bereits seit zehn oder 15 Jahren im Hinterkopf, hatte aber vorher noch nicht das passende Lied dafür. When Once Again We Can Set Our Sails ist laut Hegg eine Metapher dafür, mit seiner Band wieder auf Tournee zu gehen.

## Rezeption

### Rezensionen
Berserker wurde vom deutschen Magazin Metal Hammer zum Album des Monats gekürt. Laut Sebastian Kessler wäre dem Quintett das „Kunststück gelungen, sofort zu fesseln, ohne auf vordergründige Hitsingles zu schielen“. Das Album „würde zunächst wie ein ‘Game of Thrones’-Schlachtgetümmel tosend und überwältigend an einem vorbeirauschen, während sich einzelne Songs erst nach und nach herausschälen – um folgend umso heller zu glänzen“. Kessler vergab sechs von sieben Punkten. Alexandra Michels vom deutschen Magazin Rock Hard bezeichnete Berserker als „Hit-Granate“, bei der die Schweden „bei genauem Hinhören für einige Überraschungen gut sind“. Michels vergab 8,5 von zehn Punkten. Kritischer zeigte sich Moritz Grütz vom Onlinemagazin Metal1.info. Er beschrieb Berserker als Amon-Amarth-Album, auf dem „Totalausfälle und Peinlichkeiten ebenso wie wirkliche Hymnen nicht zu verzeichnen wären“. Etwas „konsequenter durchgezogen und mit mehr Mut oder kreativer Frische hätte Berserker ein knackiges Death-Metal-Album werden können“. Grütz vergab sieben von zehn Punkten.

### Charterfolg
Wie sein Vorgänger stieg auch Berserker auf Anhieb auf Platz eins der deutschen Albumcharts und sicherte sich in der Schweiz ebenfalls die Spitzenposition. In Österreich belegte das Album Platz zwei und in Schweden Platz fünf. Darüber hinaus belegte das Album Platz 25 im Vereinigten Königreich und Platz 47 in den Vereinigten Staaten.